# КАМАЗ-49250
КАМАЗ-49250 — спортивный грузовой автомобиль высокой проходимости, разработанный и построенный раллийной командой «КАМАЗ-мастер» для участия в международных соревнованиях по ралли-рейдам. Является первым двухосным спортивным грузовым автомобилем, построенным командой «КАМАЗ-мастер».
Использовался в гонках в течение 1994 года.

## Конструкция
При создании своего первого двухосного спортивного грузовика команда «КАМАЗ-мастер» выбрала за основу серийное камазовское шасси из серии «Мустанг».
Штатный заводской двигатель «КАМАЗ-7482», был форсирован до 500 л. с. и установлен в середину шасси, что придало автомобилю бо́льшую устойчивость на раллийной трассе. Вместо штатных заводских, на автомобиль были установлены трубчатые поперечины и 16-ступенчатая коробка переключения передач в блоке с раздаточной коробкой производства немецкой фирмы «ZF».
Поскольку стандартные грузовые рессоры скручивались и ломались, не выдерживая перегрузок, неизменно возникающих во время скоростной езды по пересечённой местности, команда приняла решение установить на «КАМАЗ-49250» гидропневматические амортизаторы, аналогичные устанавливаемым на Боевую машину десанта (БМД). По заказу «КАМАЗ-мастер» на Волгоградском тракторном заводе была изготовлена специальная партия таких амортизаторов, которые были адаптированы для установки на спортивный грузовик. Кроме того, на автомобиль были установлены более прочные кронштейны. Кабина цельнометаллическая, усилена каркасом безопасности.

## Участие в гонках
Дебют двухосника «КАМАЗ-49250» состоялся на ралли «Париж-Дакар-Париж 1994» и оказался провальным: у двигателей всех трёх машин не выдержал нагрузок газовый стык, и всем экипажам команды «КАМАЗ-мастер» пришлось сойти с дистанции гонки. Результатом этого стал постепенный отказ команды от использования камазовских двигателей в качестве силового агрегата для своих спортивных грузовиков.